# 형제는 용감했다 (뮤지컬)
형제는 용감했다는 장유정이 대본과 작사를 하고 장소영이 작곡한 창작 뮤지컬이다.

## 줄거리[1]
안동 이씨 근본 있는 가문의 근본 없는 문제아 이석봉, 이주봉 형제는 아버지와 연을 끊은 지 3년만에 아버지의 부고를 받고 안동에 내려온다.
오랜만에 만난 형제는 역시나 티격태격 서로 못 잡아 먹어 안달인데다 집안 어르신과도 사사건건 부딪힌다.
이들 앞에 나타난 천하에 둘도 없는 미모의 여인 오로라는 시내 법률사무소에서 일하는데 고인이 어마어마한 유산을 남겼고, 그 유산을 먼저 찾는 이가 모두 가지라는 유언을 남겼다고 알려준다.
유산도 찾고 오로라도 차지해 새로운 삶을 살겠다는 꿈에 부푼 형제의 파란만장 감동 스토리

## 등장인물
- 이석봉: 이춘배의 장남. 자신이 장손이라는 사실에 자부심과 부담감을 동시에 가지고 있고, 현재는 사업 실패 후 백수이다. 동생 이주봉에 비해 명석하지 못한 것에 대한 콤플렉스가 있으며 우유부단한 허풍쟁이이다.
- 이주봉: 이춘배의 차남. 욱하는 성격이 있는 고집쟁이로 명분은 고시생이나 사실은 백수. 차남이라는 이유로 차별대우를 받았다고 생각하고 형 이석봉을 못마땅하게 여긴다.
- 오로라: 묘령의 여인. 사연 있어 보이고 신비한 분위기를 가진 이춘걸 법률사무소의 사무원. 누가봐도 미인이라 할 아름다운 외모의 소유자.
- 이춘배: 망인. 석봉과 주봉의 아버지. 안동 이씨 11대 종손으로 고지식하고 보수적인 전형적인 우리의 아버지상.
- 이춘걸: 이춘배의 팔촌 형제
- 송혜자: 이옹의 며느리
- 예산댁: 이춘걸의 아내.
- 이옹: 이춘배의 구촌 아저씨
- 이기봉: 이춘배의 9촌 조카
- 이삼봉: 이춘걸의 아들.
- 이실이: 이기봉의 아내.

## 넘버

### 1막
- 곡 - 이석봉, 이주봉, 이춘배, 유림들, 며느리들
- 축시 춘배 I - 송혜자
- 축시 춘배 II - 이춘걸, 송혜자, 예산댁, 이옹, 이삼봉, 이실이, 유림들, 며느리들
- 난 니가 싫었어 - 이석봉, 이주봉
- 주봉의 결혼식 - 이석봉, 이주봉, 이춘배, 신부, 유림들
- 춘배의 유언 - 오로라, 이춘배, 돼지할매, 돼지들
- 로또 공개 방송 - 오로라, 이춘배, 아나운서, 로또걸들
- NEW Life - 이석봉, 이주봉, 오로라, 이춘배
- 문상객들의 분노 - 이춘걸, 송혜자, 이옹, 유림들, 며느리들
- 어머니 - 이석봉, 이주봉
- 로라의 사연 - 이석봉, 이주봉, 오로라, 로라의 남자들(의사, 쉐프, 석유재벌, 하인)
- 나를 선택해 - 이석봉, 이주봉, 오로라
- 포기해 - 이석봉, 이주봉, 유림들

### 2막
- 곡 reprise - 합창
- 다시 한번 - 이석봉
- 엄마의 일기장 - 이석봉, 이주봉, 순례, 순례모
- 순례의 시집살이 - 순례, 이춘걸, 이기봉, 동네 사람들
- 석봉과 주봉의 편지 - 이석봉, 이주봉
- 난 니가 싫었어 reprise - 이석봉, 이주봉, 순례
- 순례의 기억 - 순례, 이춘배
- 발인 - 송혜자, 이기봉, 유림들, 며느리들
- 춘배의 교훈 - 이춘배
- 형제의 회한 - 이석봉, 이주봉
- 승천 - 이석봉, 이주봉, 유림들, 며느리들

## 제작진
- 프로듀서: 송승환, 이광호
- 작/작사: 장유정
- 작곡/편곡: 장소영, 황규동
- 연출: 장유정
- 음악감독: 장소영
- 무대디자인: 김만식
- 조명디자인: 구윤영
- 음향디자인: 권지휘
- 초연음향디자인: 김기영
- 의상디자인: 최윤정
- 초연의상디자인: 조혜정
- 소품디자인: 조윤형
- 분장디자인: 김성혜
- 초연분장디자인: 장재경
- 제작 PD: 권혜진, 윤재식
- 조연출: 김한나
- 연출부: 박수연, 고영진, 최서연
- 보이스코치: 김승회
- 음악조감독: 정혜지, 문혜성
- 조안무: 정다빈
- 컴퍼니매니저: 박지은

## 출연진
- 이석봉 역: 정준하, 윤희석, 최재웅
- 이주봉역: 김동욱, 정욱진, 동현
- 오로라역: 최유하, 최우리
- 이춘배역: 박지일, 안세호
- 이춘걸역: 성열석, 원종환
- 송혜자역: 임진아
- 예산댁역: 윤사봉, 김지혜
- 이기봉역: 유태상
- 이삼봉역: 김홍기
- 이실이역: 이송